# Minga Porá
Minga Porã é Município do Paraguai localizado no departamento do Alto Paraná.
Sua principal fonte de renda é a produção de soja, milho, comércio, indústria, royalties da hidrelétrica Itaipu e trigo.
Produzidos em sua maioria por imigrantes brasileiros e filhos de brasileiros que nasceram no Paraguai.

## Transporte
O município de Minga Porã é servido pela seguinte rodovia:
- Supercarretera Itaipu, que liga Ciudad del Este à Ruta 10 no Departamento de Canindeyú. [1][2][3]